# Jaroslavl
För andra betydelser, se Jaroslavl (olika betydelser).
Jaroslavl (ryska: Яросла́вль) är en stad i Ryssland, 250 km nordost om Moskva, vid floderna Volga och Kotorosl. Jaroslavl har cirka 600 000 invånare och är huvudstad i Jaroslavl oblast. De gamla stadsdelarna är klassade som världsarv. Främsta industrinäringar är tillverkningsindustri, textilindustri, kemisk industri och gummitillverkning.

## Historia
Jaroslavl har tidigare varit en vikingastad, vilket utgrävningar från bl.a. Timerjovoutgrävningarna bekräftar. Det tros att Jaroslavl grundades 1010, då som en utpost för furstendömet från Rostov, men nämndes inte i historieböckerna förrän svälten som bröt ut 1071 . Stadens namn antas komma från stadens grundläggare Jaroslav. 1218 blev staden huvudstad till det Jaroslavska furstendömet, 1463 blev Jaroslavl en del av Moskvariket. Under 1600-talet var Jaroslavl den näst största staden i Ryssland, vilket ledde till att staden blev huvudstad under en viss period p.g.a. den polska invasionen av Moskva.
Under ryska revolutionen 1918 förstördes stadens äldre delar. 1924 inrättades ett bibliotek och pedagogiskt institut i staden. Jaroslavls kloster, grundat på 1100-talet är Rysslands äldsta.

## Administrativ indelning
Jaroslavl är indelat i sex stadsdistrikt. 
| Stadsdistrikt     | Invånarantal 9 oktober 2002 | Invånarantal 14 oktober 2010 | Invånarantal 1 januari 2015 |
| ----------------- | --------------------------- | ---------------------------- | --------------------------- |
| Dzerzjinskij      | 169 772                     | 164 406                      | 167 225                     |
| Frunzenskij       | 123 977                     | 124 531                      | 130 906                     |
| Kirovskij         | 66 778                      | 56 850                       | 55 906                      |
| Krasnoperekopskij | 64 410                      | 63 828                       | 67 580                      |
| Leninskij         | 70 425                      | 63 643                       | 62 494                      |
| Zavolzjskij       | 117 726                     | 118 228                      | 119 850                     |
| TOTALT            | 613 088                     | 591 486                      | 603 961                     |

## Idrott
Det lokala ishockeylaget Lokomotiv spelar i KHL.